# بوته‌مرغ پانارنجی
بوته‌مرغ پانارنجی یا مرغ خاشاک پانارنجی (نام علمی: Megapodius reinwardt) نام یک گونه از سرده مرغ خاشاک است.